# Georges Raulet
Georges (Pierre Joseph) Raulet, né le 18 janvier 1883 à Paris 17e, mort le 17 décembre 1955 à Clichy (Hauts-de-Seine), est un directeur de la photographie et réalisateur français.

## Biographie
Georges Raulet débute comme projectionniste en 1905 au cinéma Le Gapca (aujourd'hui le cinéma Madeleine) à Paris. Il devient directeur technique des Studios Éclair à Épinay-sur-Seine, puis de Louis Nalpas (en 1918) quand celui-ci fonde les Studios de la Victorine à Nice. 
Attiré par la mise en scène et en collaboration avec Pierre Marodon, il réalise en 1919 le film à épisodes Mascamor, puis Le Destin rouge (scénario de François Toussaint). Enfin, en collaboration avec Georges Lannes, il réalise en 1923 Le Petit Jacques.  
Comme chef opérateur, il exerce sur une trentaine de films français, le dernier (un court métrage documentaire) sorti en 1943. En particulier, il collabore à trois films réalisés par René Clair, Sous les toits de Paris (1930, coproduction franco-allemande avec Albert Préjean et Pola Illéry), À nous la liberté (1931, avec Henri Marchand et Raymond Cordy) et Le Million (1931, avec Annabella et René Lefèvre).
Parmi les autres réalisateurs qu'il assiste, mentionnons Germaine Dulac (La Fête espagnole en 1920, avec Ève Francis et Gabriel Gabrio), André Chotin (ex. : La Fine Combine en 1931, court métrage avec Fernandel et Edwige Feuillère), ou encore Marc Didier (ex. : Âme de clown en 1933, avec Pierre Fresnay et Alfred Pasquali).
Il est le père de Gustave Raulet (né en 1909), directeur de la photographie, et de Jacques Raulet (né en 1928), cadreur — notamment sur La Reine Margot de Jean Dréville, sorti en 1954 — et également directeur de la photographie.

## Filmographie

### Comme directeur de la photographie
- 1919 : La Sultane de l'amour de René Le Somptier et Charles Burguet
- 1919 : Un ours de Charles Burguet
- 1920 : Le Chevalier de Gaby de Charles Burguet
- 1920 : La Fête espagnole de Germaine Dulac
- 1920 : Gosse de riche de Charles Burguet
- 1922 : Les Mystères de Paris de Charles Burguet
- 1923 : La Mendiante de Saint-Sulpice de Charles Burguet
- 1930 : Sous les toits de Paris de René Clair
- 1931 : Pas un mot à ma femme d'André Chotin (court métrage)
- 1931 : Une histoire entre mille de Max de Rieux
- 1931 : À nous la liberté de René Clair
- 1931 : La Fine Combine d'André Chotin (court métrage)
- 1931 : Pas sur la bouche de Nicolas Evreïnoff et Nicolas Rimsky
- 1931 : Le Million de René Clair
- 1932 : Comme une carpe ou Le Muet de Marseille de Claude Heymann (court métrage)
- 1932 : En plein dans le mille d'André Chotin
- 1932 : En lisant le journal d'Alberto Cavalcanti (court métrage)
- 1932 : Conduisez-moi Madame de Herbert Selpin
- 1933 : Rocambole de Gabriel Rosca
- 1933 : Âme de clown de Marc Didier
- 1933 : La Fusée ou Grandeur et Décadence de Jacques Natanson
- 1933 : Une rencontre de René Guy-Grand (court métrage)
- 1933 : Cette nuit-là de Marc Sorkin et Georg Wilhelm Pabst
- 1933 : Pour être aimé de Jacques Tourneur
- 1934 : Maître Bolbec et son mari de Jacques Natanson
- 1934 : Judex 34 de Maurice Champreux
- 1934 : Fanatisme de Tony Lekain et Gaston Ravel
- 1935 : Le Billet de mille de Marc Didier
- 1935 : Pluie d'or de Willy Rozier
- 1937 : La Bête aux sept manteaux ou L'Homme à la cagoule noire de Jean de Limur
- 1938 : Le Moulin dans le soleil de Marc Didier
- 1938 : Trois Artilleurs à l'opéra d'André Chotin
- 1940 : Bach en correctionnelle d'Henry Wulschleger
- 1942 : Étoiles de demain de René Guy-Grand (court métrage documentaire)
- 1943 : Premier Prix du conservatoire de René Guy-Grand (court métrage documentaire)

### Autres fonctions
- 1919 : Mascamor (réalisateur, conjointement avec Pierre Marodon)
- 1923 : Le Petit Jacques (en deux époques : Un meurtre et Le Martyre de Rambert ; réalisateur, conjointement avec Georges Lannes)
- 1928 : La Grande Épreuve d'André Dugès et Alexandre Ryder (assistant-réalisateur)

## Note et référence
1. ↑  Archives numérisées de l'état civil de Paris, acte de naissance no 17/252/1883, avec mention marginale du décès (consulté le 14 octobre 2012)